# ثقافة اسطنبول
يعود أساس ثقافة مدينة اسطنبول إلى تلك المدينة التي كانت عاصمةً لكل من الإمبراطورية البيزنطية والإمبراطورية العثمانية سابقًا، والتي كانت تعرف بالقسطنطينية. ومع ذلك، عندما قامت الجمهورية التركية خلال منتصف القرن العشرين بتغيير اتجاهها وتركيزها إلى أنقرة بدلاً من اسطنبول كان المشهد الثقافي راكدًا نسبيًا، وقد حققت نجاحًا محدودًا على الصعيد الدولي، بل وحتى على الصعيد الوطني. وقد قامت حكومة الجمهورية الجديدة بإنشاء برامج تخدم التقاليد الموسيقية وخصوصًا تلك التي يعود أصلها إلى أوروبا. لكن المعاهد الموسيقية والزيارات التي قام بها الرسامون الكلاسيكيون الأجانب تمركزت وسط العاصمة الجديدة. وعلى الرغم من أن معظم الثقافة التركية كان أصلها من اسطنبول فلم تظهر اسطنبول كمدينة تعود ثقافتها إلى مجدها السابق حتى ثمانينات وتسعينات القرن العشرين.

## الفنون الجميلة

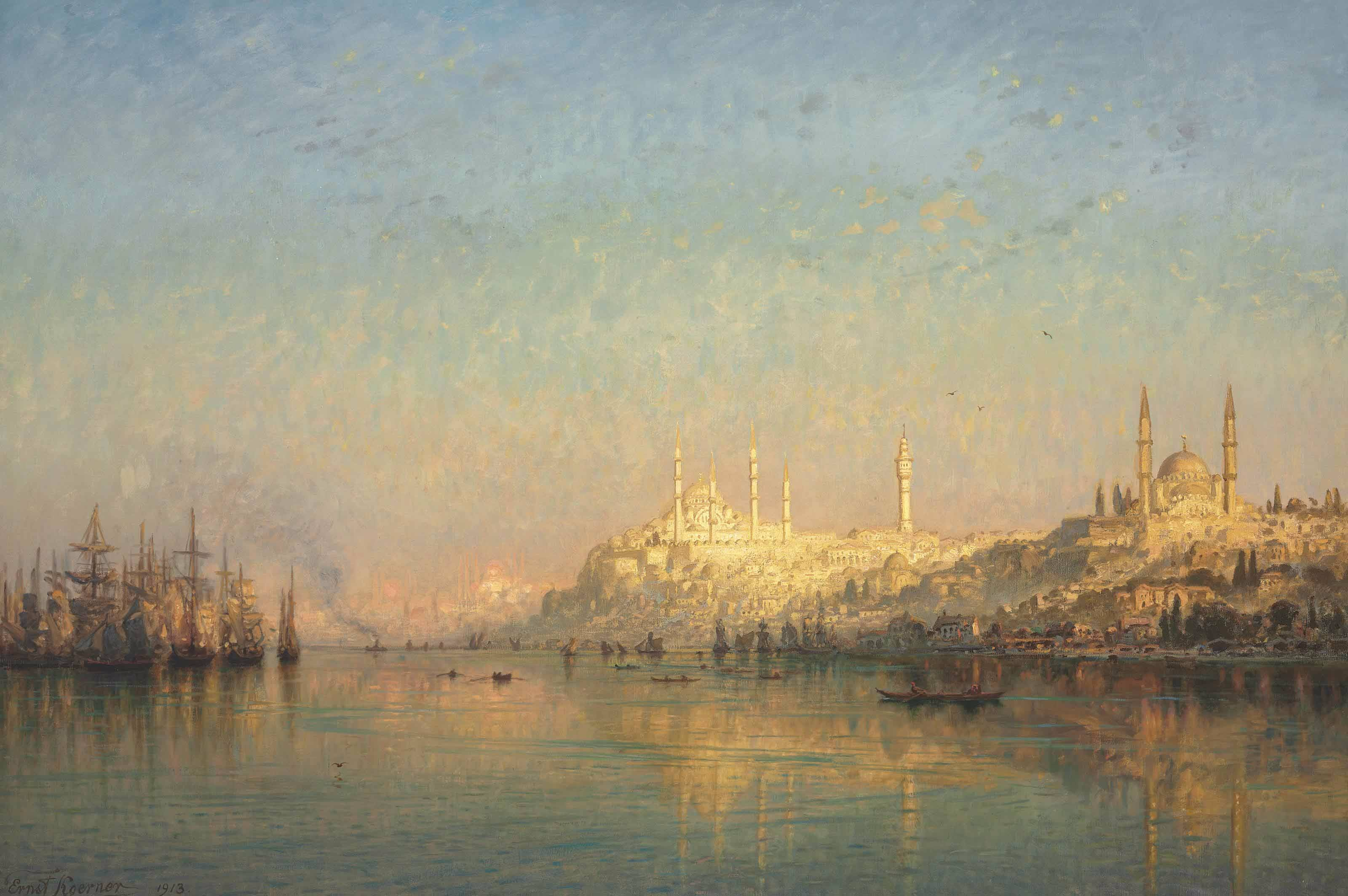
تم تشييد كل من آيا صوفيا والمسجد الأزرق وراء القسطنطينية في القرن الذهبي من قِبل إرنست كويرنر

يعود تاريخ أشكال الفنون البصرية التقليدية في اسطنبول إلى العهد العثماني عندما بدأ الرسامون الأوروبيون والعثمانيون في تصوير المناظر الطبيعية للمدينة في أعمالهم. وفي نهاية القرن التاسع عشر عُرّفت اسطنبول كمركز فني إقليمي حيث توافد إليها الفنانون من تركيا وأوروبا والشرق الأوسط. على الرغم من الجهود المبذولة لكي تصبح أنقرة قلب الثقافة التركية إلا أن أكاديمية الفنون الجميلة في اسطنبول والتي تُعرف حاليا بجامعة معمار سنان للفنون الجميلة استمرت في كونها المؤسسة الرئيسية للدولة حتى سبعينات القرن العشرين. ومنذ ذلك الوقت أصبحت اسطنبول المركز الفني للدولة حيث انتقل إليها الفنانون من أنقرة مع استفادة اسطنبول من الجامعات والمجلات الفنية التي وُجدت في الثمانينات، بدأ النظر إلى الفن في اسطنبول على أنه يمتلك دورًا تحليليًا وليس مجرد ثقافة تهتم بالجمال فقط. تابع الفنانون الأتراك تصوير الموضوعات الاستشراقية وتقديمها لجمهور عالمي ولكن الفن الحديث يدور حول المواضيع السياسية التركية أو يشبه ببساطة الفن المغربي المعاصر، وقد تحولت باي أوغلو إلى المركز الفني للمدينة بوجود الفنانين الشباب والفنانين الأتراك كبار السن الذين كانوا يقيمون خارج المدينة في الماضي، وقد ساهمت مساحات العرض ومنازل المزادات ومتاحف الفن الحديثة، بما في ذلك اسطنبول الحديثة، في الطابع العالمي للمنطقة.
ومع ذلك فقد ساهمت فنون اسطنبول المعاصرة في إثارة اهتمام الزوار، وقدرت وزارة الثقافة والسياحة وجود 69 متحفا في اسطنبول عام 2009 مقارنة بستة وسبعين في لندن وواحد وخمسين في برشلونة. وتعتبر أكثر الأماكن شعبية في المدينة هي آيا صوفيا وقصر توبكابي بالإضافة إلى كنيسة تشورا وهي منطقة ثالثة بعيدة ذات طبيعة تاريخية ومباني تم تجريدها من وظائفها الدينية والسياسية وتحويلها إلى متاحف، وبالرغم من أن متحف إسطنبول للآثار لم يكن مربحًا إلا أنه يُعد من بين أهم المتاحف في تركيا والذي يعتبر بمثابة بداية لعصر المتاحف الحديثة في البلاد؛ وقد أُنشئ عام 1891 وتضم الثلاثة متاحف معا مجموعة كبيرة من ملايين القطع الأثرية، ويُعتبر متحف الفنون التركية والإسلامية أشهر معرض في اسطنبول متخصص بالفنون البصرية على الرغم من أن معروضاته تتميز بالأعمال التي تعود إلى القرن العشرين، ومن بين المتاحف التي افتتحت في القرن الذهبي خلال العقد الأول من القرن العشرين: اسطنبول الحديثة ومتحف بيرا ومتحف سانترال اسطنبول في محاولة لملء هذا الفراغ وبالرغم من أنهم تلقوا الإشادة فإنهم لم يتلقوا بعد عدد الزوار الذين سبقوهم إلى شبه الجزيرة التاريخية.

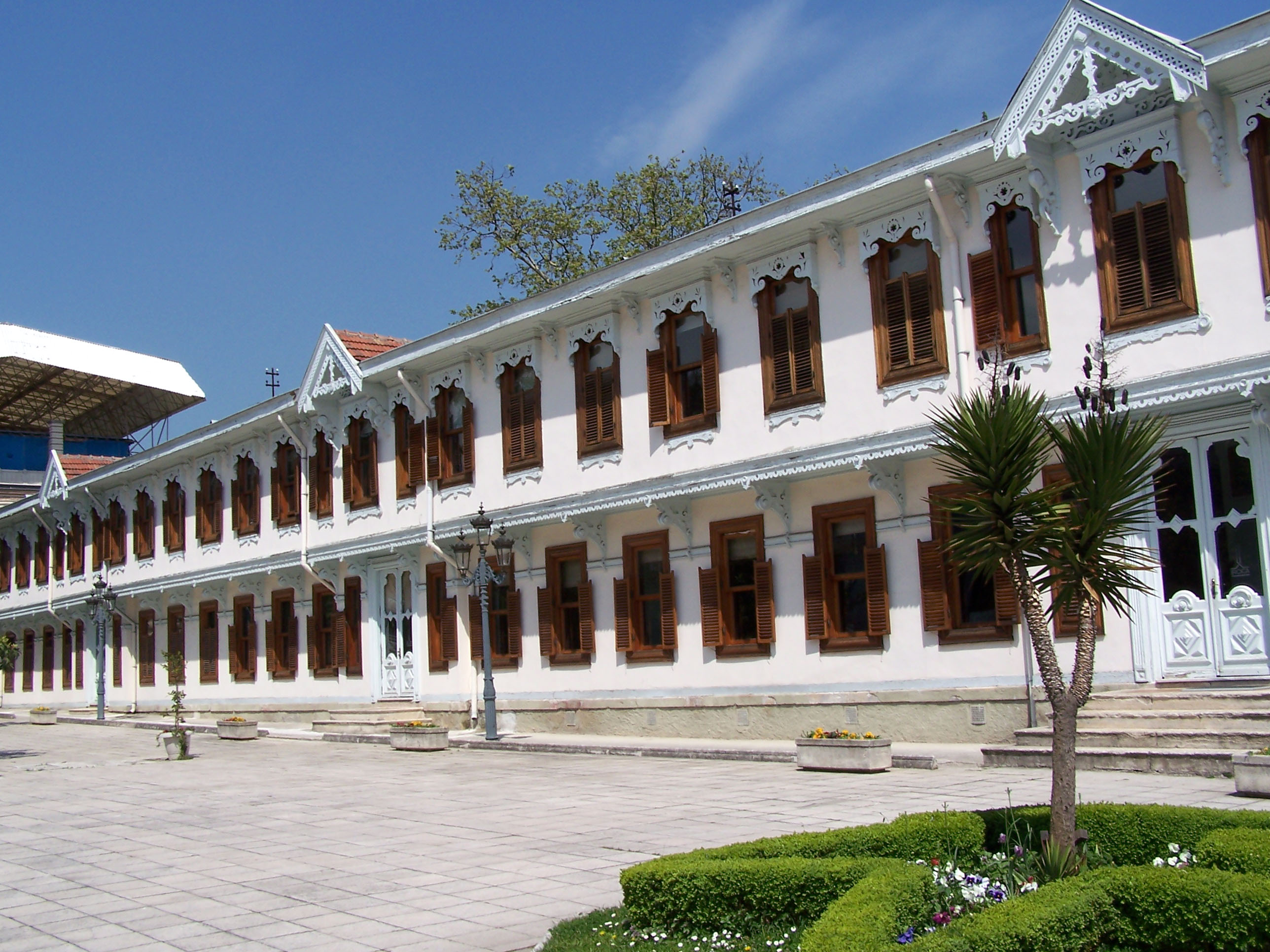
تم عرض أول فيلم في تركيا في قصر يلدز عام 1896 م

للسينما تاريخ عريق في مدينة اسطنبول مع أول عرض أفلام في المدينة في قصر يلدز عام 1896 م وذلك بعد عام فقط من انتشار التكنولوجيا للمرة الأولى في باريس. انتشرت دور العرض في باي أوغلو سريعا وتركزت بكثرة على امتداد الشارع المعروف حالياً بشارع الاستقلال. وأصبحت اسطنبول قلب صناعة السينما الناشئة في تركيا على الرغم من أن الأفلام التركية لم تكن تتطور باستمرار حتى خمسينات القرن العشرين. ومنذ ذلك الوقت أصبحت اسطنبول الموقع الأكثر شعبية لتصوير الدراما والكوميديا التركية. في تلك الأثناء كانت دور السينما تعرض أفلامًا أجنبية من أكثر الأسواق الأمريكية والأوروبية ربحًا في حين ازدادت صناعة الأفلام التركية في النصف الثاني من القرن، وحتى عام 2002 كان فيلم (بعيد) هو الفيلم الوحيد الذي تم تصويره وإنتاجه في اسطنبول والذي حقق نجاحًا دوليًا. خدمت اسطنبول وأفقها الرائعة كخلفية لعدد من الأفلام الأمريكية والأوروبية بما في ذلك فيلم أمريكا أمريكا (1963) وفيلم من روسيا إلى العشق (1963) وفيلم طريق سريع في منتصف الليل (1978) وفيلم العالم لا يكفي (1999) وفيلم العالمية (2009) وفيلم الجندي الجايوس لتينكر تايلر (2011). واكتشف مخرجو الأفلام الهنود مؤخرًا الجاذبية السينيمائية لاسطنبول في فيلم غورو (2007) وفيلم رسالة اسطنبول (2008) المصوران هناك.

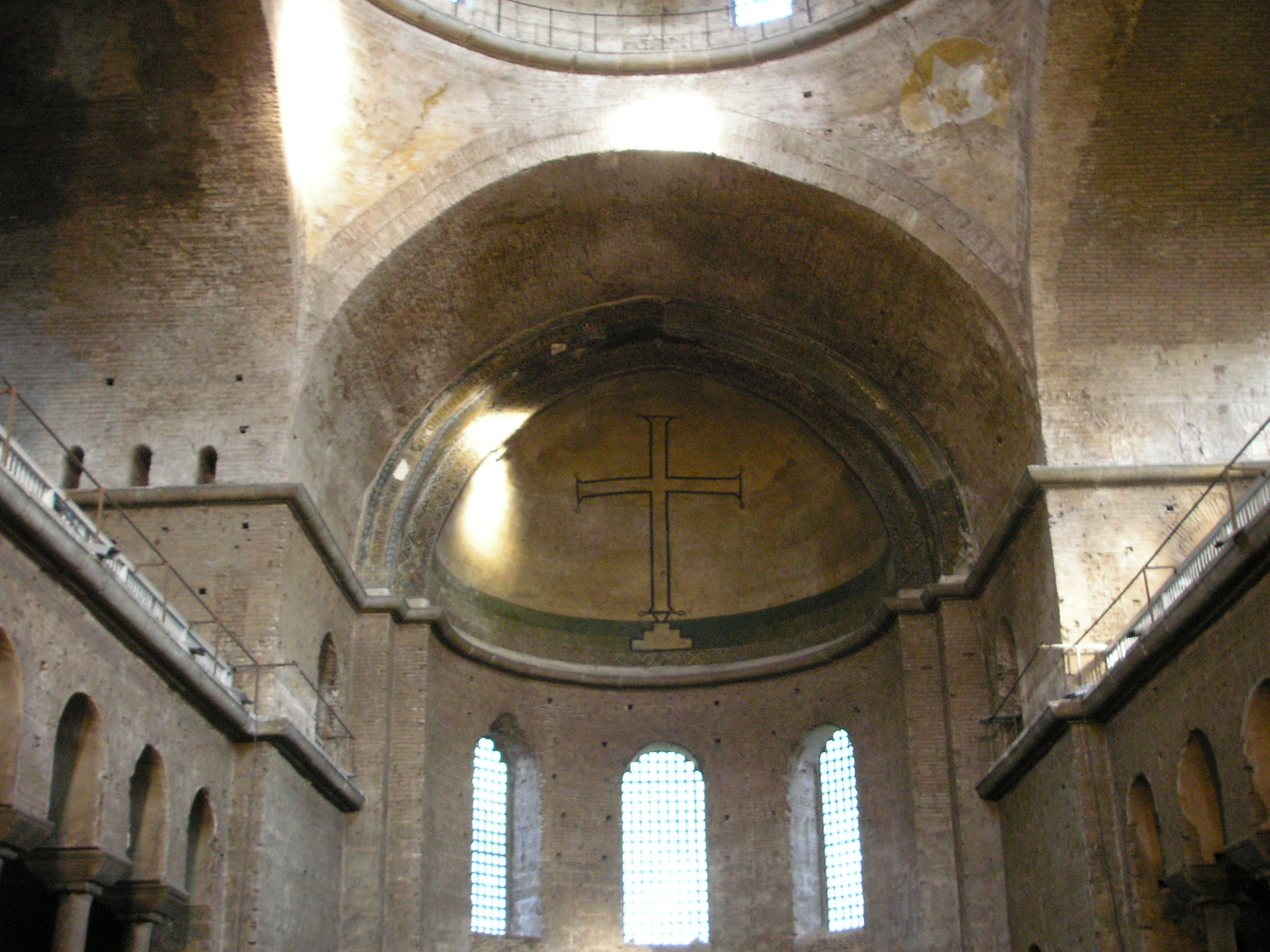
تُقام الحفلات الموسيقية الكلاسيكية عادة في متحف هاجيا ايرين

بالتزامن مع عودة ظهور هذا المشهد الثقافي تم إنشاء عدد من المهرجانات المنظمة حاليا من قبل مؤسسة اسطنبول للثقافة والفن. ويعتبر مهرجان اسطنبول الأقدم بينهم والذي بدأ باستعراض مجموعة متنوعة من الفنون وتتضمن الموسيقى والرقص والفنون البصرية والأفلام من تركيا ومن جميع أنحاء العالم عام 1973. ومن هذا المهرجان الرائد انطلق مهرجان اسطنبول الدولي للسينما ومهرجان اسطنبول الدولي لموسيقى الجاز في أوائل الثمانينات والتي تركز حاليًا على الموسيقى والرقص فقط وعُرف مهرجان اسطنبول بمهرجان اسطنبول الدولي للموسيقى منذ عام 1994. وتعتبر أكثر مهرجانات اسطنبول شهرة هي التي تُقام كل سنتين منذ عام 1987. وفي الوقت الذي كانت تجسيدات المهرجانات المبكرة تهدف إلى استعراض الفنون البصرية التركية تم إتاحة الفرصة للفنانين الدوليين وارتفعت لتصبح ضمن نخبة المهرجانات التي تُقام كل عامين جنبًا إلى جنب مع معرض البندقية (فينيس) ومعرض ساو باولو للفن. وتقام العروض الحية والحفلات في عدد من المواقع المبنية لهذا الغرض في جميع انحاء المدينة وتشمل مركز أتاتورك الثقافي وقاعة حفلات جمال رشيد بيه ومسرح جميل توبوزلو المفتوح. أما الفعاليات الثقافية فتُقام أحيانًا في المواقع التاريخية مثل متحف هاجيا ايرين وقلعة روملي حصار وحديقة جولهانة وساحة قصر توبكابي.

## المتعة والترفيه

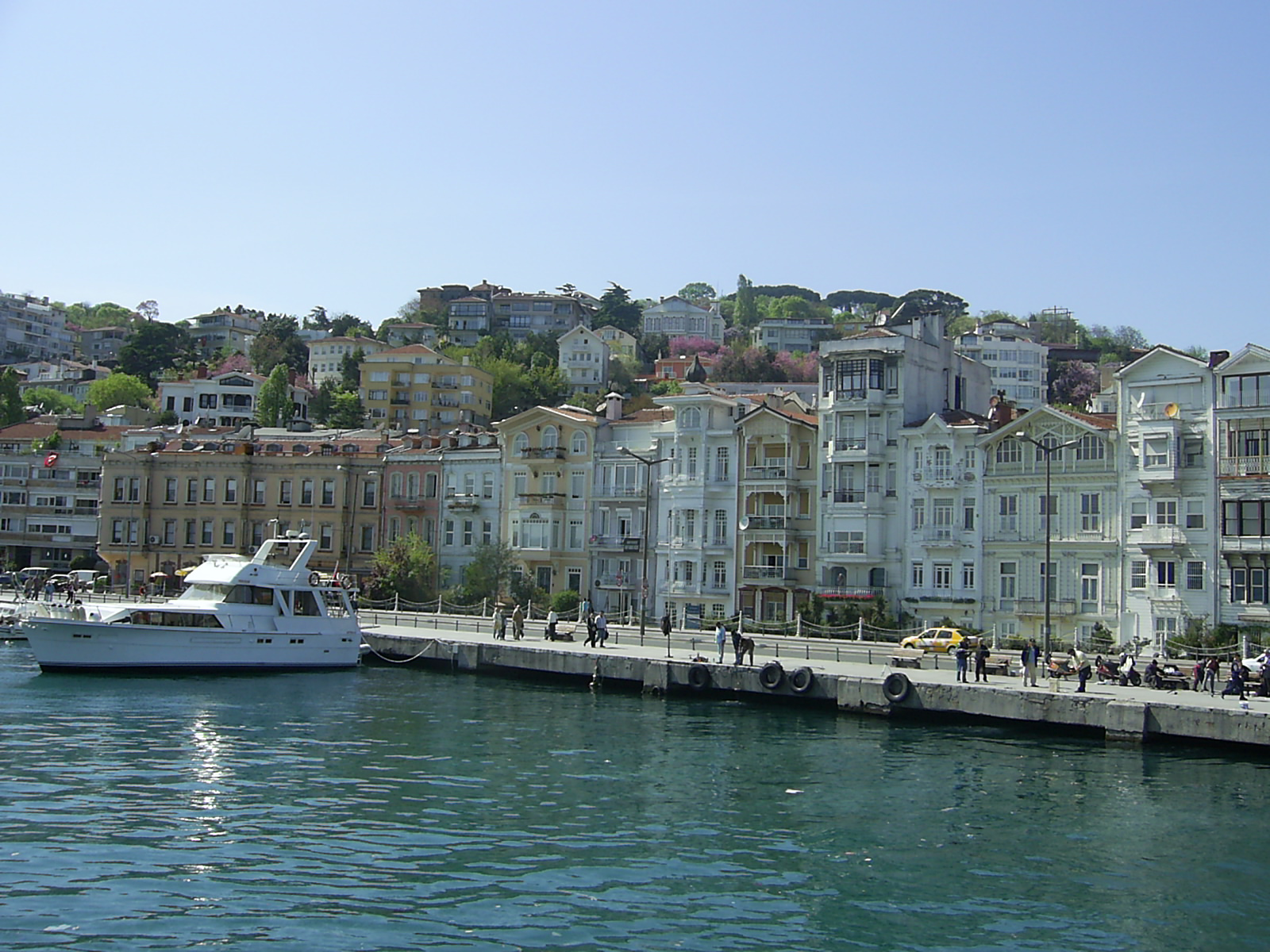
تشتهر أحياء بيبيك وأرنافوطكوي وينيكوي المطلة على البسفور بمطاعم المأكولات البحرية

كانت الحمامات التركية أساسية بالنسبة للمجتمع العثماني وبالرغم من تحويل الكثير منها إلى مقاهي أو آثار تاريخية إلا أنها لا زالت قائمة في اسطنبول الحديثة. يوجد الكثير من الحمامات التركية المشهورة لدى الأتراك والسياح مثل حمام جا أوغلو، والتي استمر استعمالها لمئات السنين. بالنسبة للأشخاص الذين يطلبون التهدئة بدلًا من ذلك فقد أعادت المدينة افتتاح عدد من شواطئها مؤخرًا على امتداد بحر مرمرة والبسفور. ويعد كل من شاطئ بكركوي وكُتشكتشكمجي وساريار ضمن أكثر الشواطئ استعمالًا في المدينة حاليًا.
على العكس من المدن الأخرى الكبيرة لا يوجد في اسطنبول حدائق حضرية ولكن توجد مناطق خضراء في أجزاء مختلفة من المدينة. كانت حديقة جولهانة وحديقة يلدز تعتبر حدائق تابعة لقصرين من قصور اسطنبول: قصر توبكابي وقصر يلدز ولكن تم إعادة توظيفهما كحديقتان من الحدائق العامة في العقود الأولى من الجمهورية التركية.
يقع فتحي باشا كوروسو المقابل لقصر يلدز (بالقرب من مضيق البسفور) على جانب التل في الجانب الأناضولي من جسر البسفور. أما على طول الجانب الأوروبي من البسفور (الأقرب إلى جسر السلطان محمد الفاتح) فتقع حديقة أميرجان والتي كانت في الأصل ملكية خاصة تابعة للقادة العثمانيين. تشتهر حديقة ال 47هكتارًا بتنوع نباتاتها وبمهرجان التوليب السنوي الذي يُقام فيها منذ عام 2005. وتعتبر غابة بلغراد من أشهر الأماكن التي يقصدها الأتراك خلال فصل الصيف والتي تمتد على مساحة واسعة تبلغ 5500هكتار (14000 فدان) على الحافة الشمالية من المدينة. كانت الغابة تزود المدينة بالمياه ويمكن ملاحظة وجود بقايا الخزانات التي كانت تُستعمل في عصر الدولة البيزنطية والعثمانية.

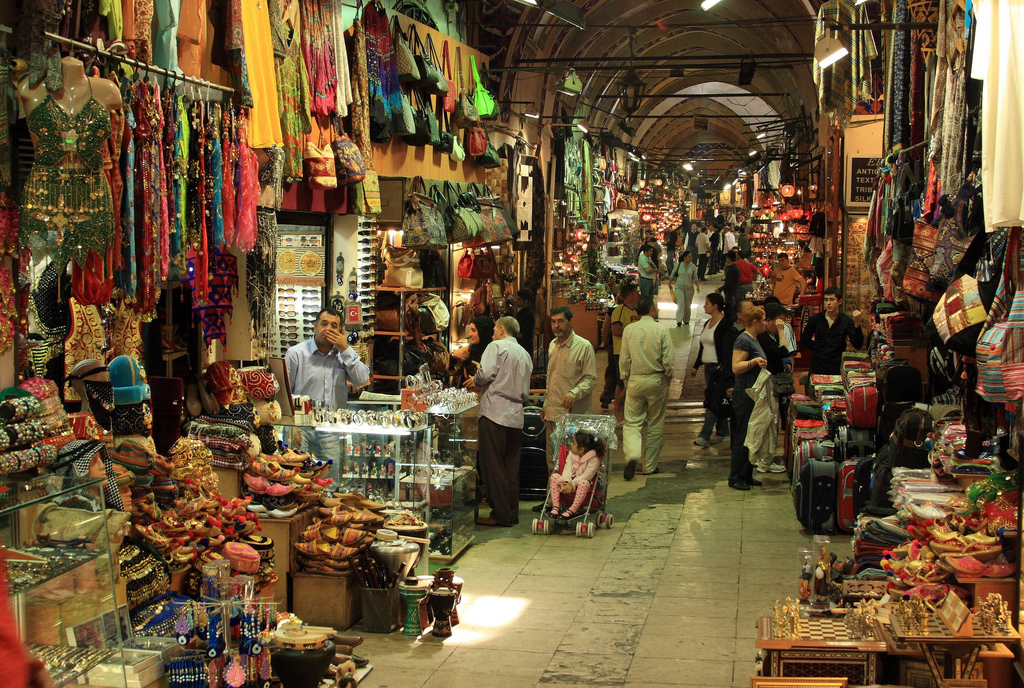
يعتبر البازار الكبير أحد أكبر الأسواق المٌغطاة في العالم

تضم اسطنبول العديد من مراكز التسوق التي تتراوح بين القديم والحديث. ويعتبر السوق الكبير ضمن أقدم وأكبر الأسواق المُغطاة في العالم والذي أُنشئ منذ عام 1461. أما سوق محمود باشا الذي أُنشئ بعد عام من ذلك فيمتد بين السوق الكبير والسوق المصري ويُعتبر السوق الرئيسي للتوابل في اسطنبول منذ عام 1660. كانت بداية جاليريا أتاكوي في عصر مراكز التسوق الحديثة في تركيا عندما افتتحت عام 1987. ومنذ ذلك الوقت أصبحت المجمعات التجارية مراكز التسوق الرئيسية خارج شبه الجزيرة التاريخية. استحق مركز تسوق (آك مركزي) لقب أفضل مركز تسوق أوروبي والذي أطلقه المجلس الدولي لمراكز التسوق بينما كان مول جواهر اسطنبول ضمن أكبر المجمعات التجارية في القارة منذ افتتاحه عام 2005. وقد تطور كل من شارع عبدي إبكجي في نيشانتشي وشارع بغداد على الجانب الأناضولي من المدينة ليصبحا من مناطق التسوق الراقية في حين يشكل شارع الاستقلال أساس باي أوغلو.
إلى جانب المأكولات التركية التقليدية مثل: الكباب تشتهر اسطنبول أيضًا بمطاعم المأكولات البحرية التاريخية. تقع العديد من مطاعم المأكولات البحرية المشهورة والراقية في اسطنبول على ساحل البسفور وتحديدًا منطقة أورتاكوي وبيبيك وأرناووتكوي وينيكوي في الجانب الأوروبي، ومنطقة بايلارباي وجنجلكوي وكانديلي في الجانب الآسيوي بينما يضم حي كومكابي المطل على بحر مرمرة منطقة مشاة تحتوي على ما يقارب 50 مطعمًا للأسماك. وتشتهر جزر الأميرات والتي تبعد عن المدينة حوالي 15 كم (9 أميال) بمطاعم مأكولاتها البحرية. وتعتبر جزر الأميرات وجهة مشهورة لقضاء العطلة بالنسبة لسكان اسطنبول والسياح الأجانب وذلك لما تشتهر به من مطاعم وقصور صيفية تاريخية وأجواء هادئة بعيدًا عن ضجيج السيارات. وتضم اسطنبول أيضًا العديد من المطاعم التي تُقدم أشكالًا متنوعة من وجبات الإفطار التركية المشهورة والتي تتكون من الزيتون المنقوع والعسل والزبدة والبيض والسجق والمربى والخيار والطماطم والكايماك والشكشوكة.
وتزدهر المطاعم التي تتميز بمأكولاتها الأجنبية في المدينة وخصوصًا في منطقة باي أوغلو. يقع شارع شيشيك باساجي على امتداد شارع الاستقلال والذي بناه في الأصل فاعل الخير اليوناني Christakis Zografos كبناء سكني ومجمع تجاري يعرف بـ سايت دي بيرا. في منتصف القرن العشرين تحول تركيز المبنى إلى الحياة الليلية وكان شيشيك باساجي مكانًا مناسبًا لأماكن النبيذ الراقية التي تُعرف باسم ميهانس ومناسبًا للحانات والمطاعم. بينما تحول تركيز شارع الاستقلال (الذي اشتُهر في الأصل بحاناته) من الحياة الليلية إلى التسوق، ولا يزال شارع نويزاده القريب يحتفظ بسمعته بسبب اصطفافه إلى جانب النبيذ والحانات. ومؤخرًا تم تجديد بعض الأحياء المحيطة بشارع الاستقلال لتلائم الحياة الليلية في باي أوغلو. ويقع شارع الجزائر في منتصف هذه المنطقة المحولة حيث تصطف مع الحانات والمقاهي والمطاعم التي تعزف الموسيقى الحية.
ومن النقاط الأخرى للحياة الليلية في اسطنبول منطقة نيشانتشي وبيبيك التي تعتبر من الأحياء الراقية وكذلك منطقة كاديكوي على الجانب الآخر من البسفور. وتمتد الأندية الليلية المفتوحة (في الهواء الطلق) والتي تحظى بشعبية خلال فترة الصيف على الجانب الأوروبي من البسفور (والتي تقع بين باي أوغلو وحي أورتاكوي بالقرب من جسر البسفور).

## الرياضة

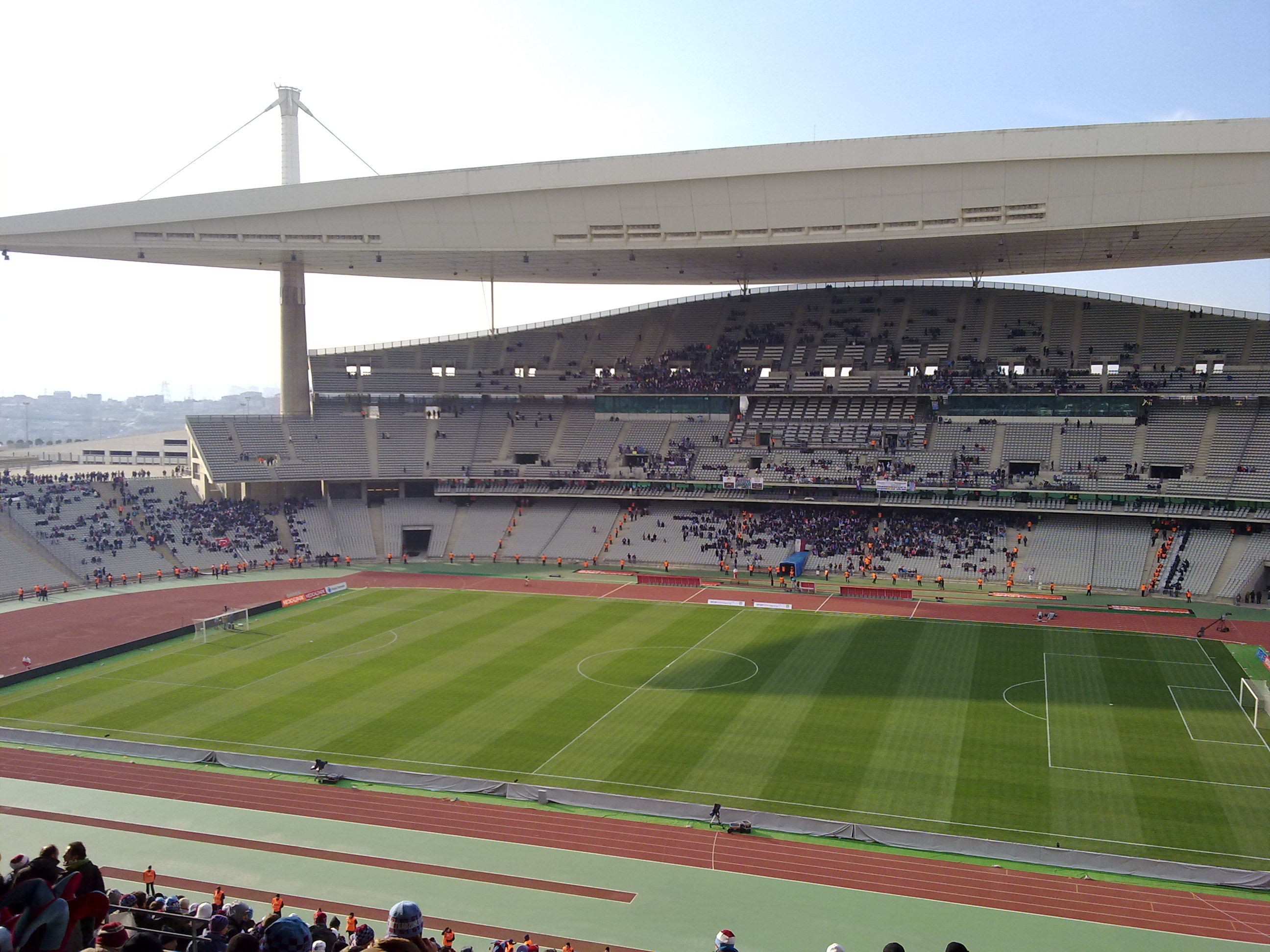
يُعد ملعب أتاتورك الأولومبي أكبر الملاعب متعددة الأغراض في تركيا فهو يسع 76092 مشاهدًا، وقد أُقيمت فيه مباراة نهائي دوري أبطال أوروبا عام 2005

في عصر الدولة الرومانية والبيزنطية كانت أهم الفعاليات الرياضية في القسطنطينية هي سباق عربات الكدريجة وقد أُقيمت في ميدان سباق الخيل في القسطنطينية والذي كان يتسع لأكثر من 100000 مشاهد. لا تزال الرياضات مشهورة حتى الآن في اسطنبول وقد سُميت عاصمة الرياضة الأوروبية في عام 2012. وتُعرف قوتها الرياضية في جميع أنحاء تركيا كونها منشأ لأقدم الرياضات في الدولة.
يُعتبر نادي بيشكتاش الرياضي الأقدم بين هذه الأندية والذي أُنشئ عام 1903 نظرًا لمكانته الأولى حيث كان النادي الوحيد في تركيا وقد لعب في بعض الأوقات كفريق وطني.
لقد شهد فريق بيشكتاش لكرة القدم فترة من السيطرة أثناء المنافسات الوطنية وتحديدًا في الأربعينات وأوائل التسعينات. ولكن حقق كل من فريقي غلاطة سراي الرياضي (الذي أنشئ عام 1905) وفريق فنربهجة الرياضي (والذي أُنشئ عام 1907) الفوز في معظم البطولات الوطنية. كما تفوق الفريقان في على المستوى الدولي حيث فازا بكأس الاتحاد الأوروبي لكرة القدم في عامي 1999- 2000، وقد تأهل الأخير إلى الدور ربع النهائي من دوري أبطال أوروبا عام 2007- 2008. توجد منافسة طويلة الأمد بين الفريقين عبر البسفور بوجود غلاطة سراي في الجزء الأوروبي وفنر بهجة في الجزء الآسيوي. كما حققت فِرَق كرة السلة لبيشكتاش وغلاطة سراي وفنربهجة إلى جانب نادي الأناضول الرياضي نجاحًا بينما كان أداء فريق فنربهجة وإجزاجيباشي ووكيفبانك جيدًا في الكرة الطائرة.
تم بناء معظم مرافق اسطنبول الرياضية أو تطويرها في القرن العشرين في محاولة منها لدعم عروض المدينة للألعاب الصيفية الأولومبية. تم إنهاء بناء ملعب أتاتورك الرياضي الذي يعتبر أكبر ملعب متعدد الأغراض في تركيا عام 2002 كملعب خمس نجوم (أما الآن فأصبح أربع نجوم) أوروبي وملعب الاتحاد الدولي لألعاب القوى من الدرجة الأولى لسباقات المضمار والميدان. استضاف الملعب مباراة دوري أبطال أوروبا النهائي عام 2005 وبقي الملعب الرئيسي للألعاب الرياضية في اسطنبول. ويُعد ملعب شُكري سراج أوغلو (الملعب الرئيسي لفنربهجة) ملعب خمس نجوم أوروبي والذي اكتمل بناؤه عام 2006، وقد استضاف الملعب نهائي كأس الاتحاد الأوروبي لعام 2009 والذي يُعتبر نهائي كأس الاتحاد الأوروبي الوحيد الذي تم تنظيمه خارج قارة أوروبا والأخير قبل أن يتم استبدال الكأس بدوري أبطال أوروبا.
كما افتُتح ملعب تورك تليكوم أرينا عام 2011 ليحل محل ملعب علي سامي ين ليصبح الملعب الأساسي لفريق غلاطة سراي. وقد كان الميدان إلى جانب ملعب أتاتورك الأولومبي بمثابة محور عرض لمحاولة تركيا الفاشلة في مباراة أوروبا عام 2016.

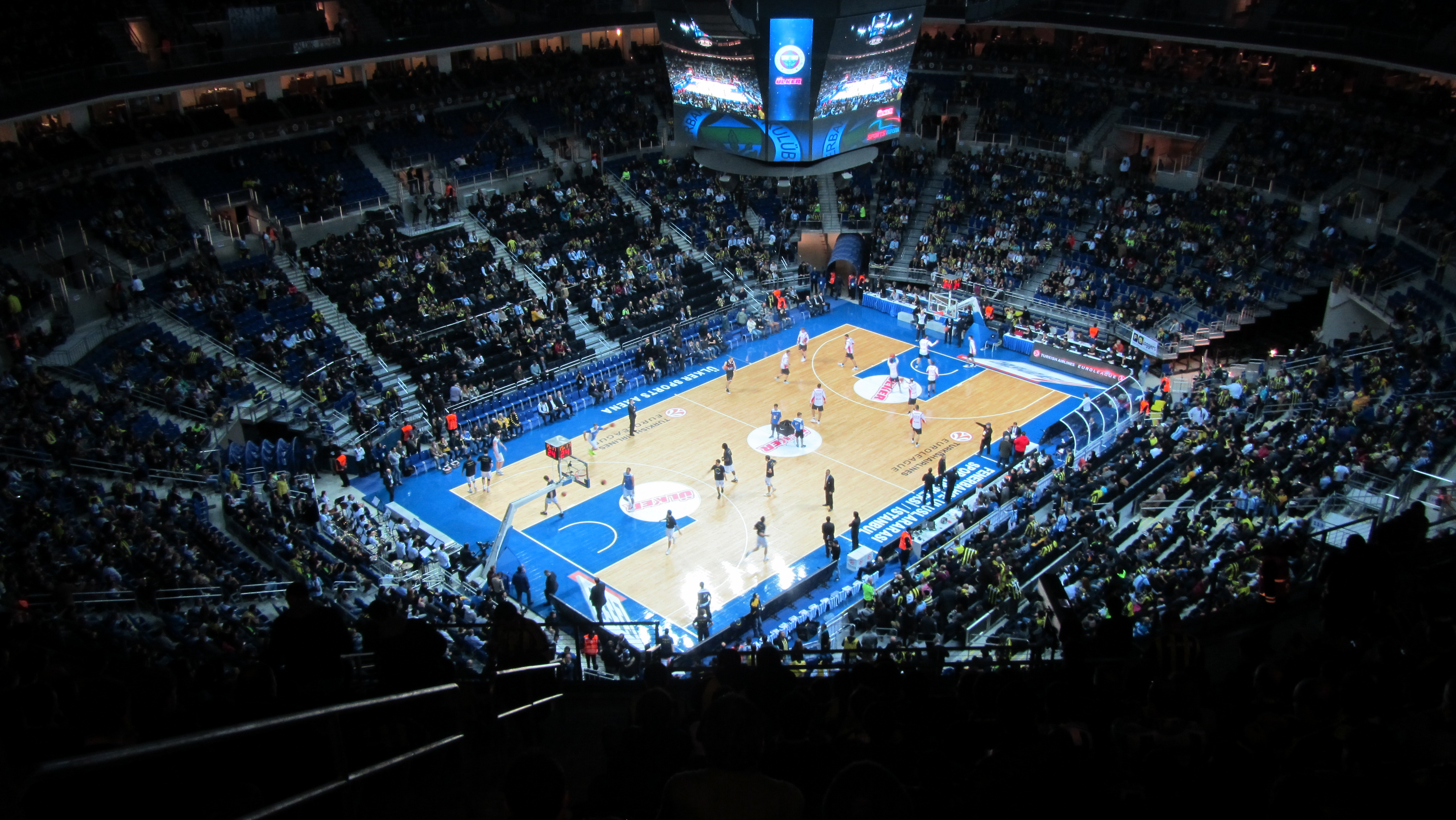
يُعتبر ملعب أولكر أرينا الرياضي الذي تم إنهاء بناؤه عام 2012 هو الملعب الجديد لفريق فنربهجة لكرة السلة

استضافت قبة سنان إرديم والتي تعتبر من أكبر الساحات الداخلية في أوروبا مباراة الاتحاد الدولي لكرة السلة النهائية لبطولة العالم عام 2010 ومباراة البطولة العالمية لألعاب القوى عام 2012ومباراة الدوري الأوروبي النهائي للسيدات عام 2011-2012. وقبل إنهاء بناء قبة سِنان إرديم عام 2010 كانت ساحة عبدي إبكجي التي اكتمل بناؤها عام 1986 تُعتبر الساحة الداخلية الرئيسية في اسطنبول وقد استضافت نهائيات بطولة كأس الأمم الأوروبية لكرة السلة لعامي 1991-1992 ومباراة كرة السلة الأوروبية عام 2001. كما افتُتحت العديد من الساحات الداخلية الأخرى منذ عام 2000 بما في ذلك ساحة بشيكتاش ميلانغاز التي افتُتحت عام 2004 لتصبح هذه لساحات بمثابة الملاعب الرياضية للأندية الرياضية في اسطنبول. وأحدث هذه الملاعب ملعب أولكر سبورت الرياضي الذي يتسع لـ 13800 مقعدًا وقد افتُتح عام 2012 ليصبح الملعب الرئيسي لفِرق فنربهجة لكرة السلة.
على الرغم من ازدهارالبناء إلا أن عروض اسطنبول الأربعة المتتابعة للألعاب الأولومبية الصيفية في عام 2004 و2008 و2012 قد انتهت دون جدوى، وقد قررت اللجنة الأولومبية الوطنية في تركيا أن تمتنع عن عرض ألعاب 2016 للتركيز على عرض الألعاب الأولومبية الصيفية لعام 2020، كما أنها اختارت اسطنبول لتكون المدينة المرشحة لاستضافة مدينة الألعاب الأولومبية لعام 2020 في شهر مايو عام 2012، وستصوت اللجنة لاختيار المدينة المضيفة في شهر سبتمبر عام 2013.

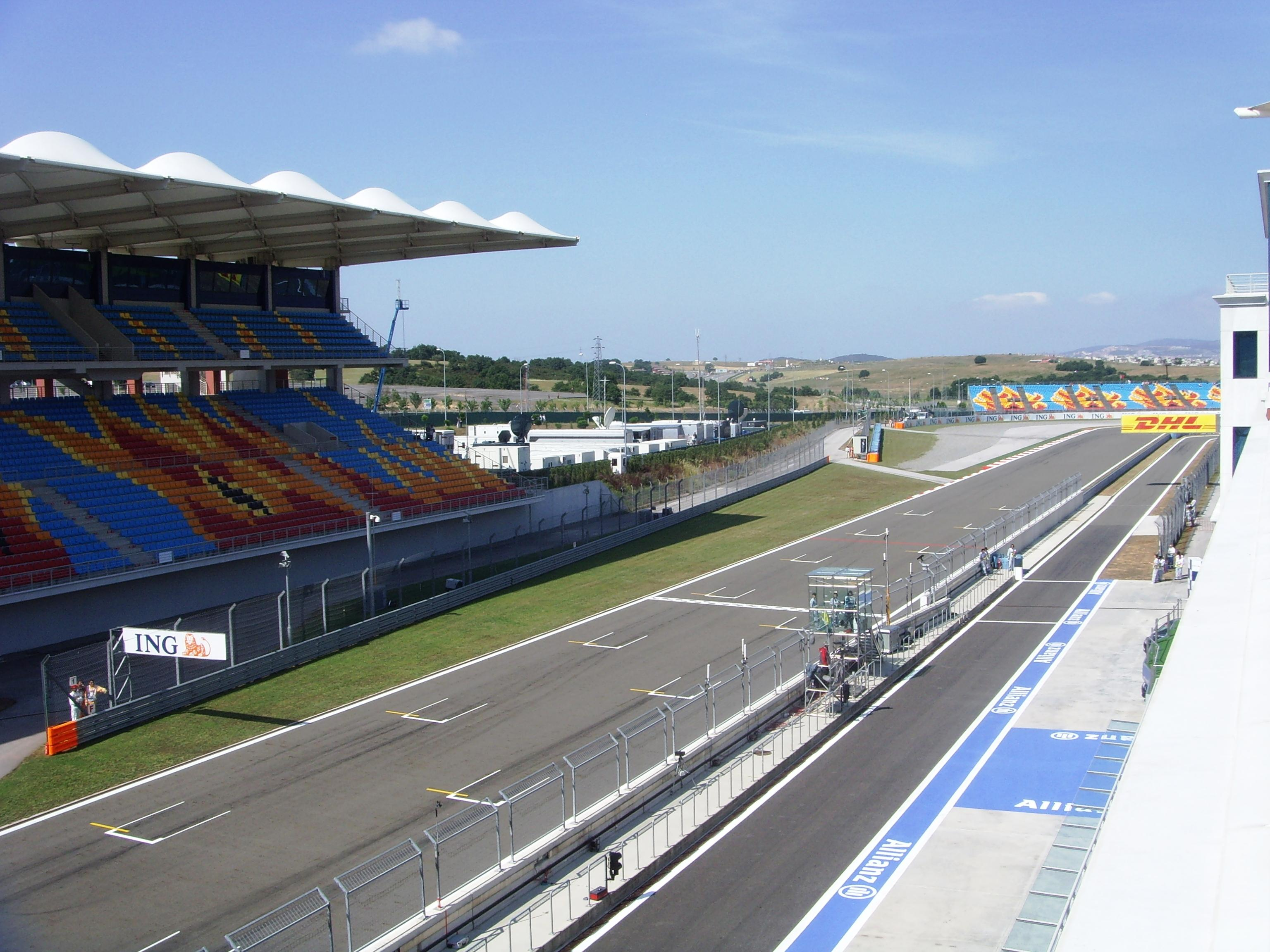
استضافت حديقة اسطنبول سباق الجائزة الكبرى سنويًا بين عامي 2005 و 2011

منذ افتتاح حديقة اسطنبول عام 2005 استضافت الحديقة سباق الجائزة الكبرى التركي السنوي، وقد كان مسارها الذي يبلغ طوله 5,34 كيلومتر بمثابة محطة في حلبة بطولة العالم للسيارات السياحية وسلسلة لو مانس الأوروبية في عام 2005 و2006 ومنذ ذلك الحين لم يشهد المسار أيًا من تلك المسابقات، ولا يزال مستقبل حديقة اسطنبول غير مؤكد؛ نظرًا لما تسببت به القضايا المالية من إسقاط المسار من سباق الجائزة الكبرى التركي عام 2012، كما كانت اسطنبول ضمن الفترات الفاصلة في سباق حلبة بطولة العالم للزوارق مع آخر ظهور للبطولة على البسفور عام 2000.
يُعتبر نادي اسطنبول الشراعي الذي تأسس عام 1952 المُنظم الرئيسي لسباقات الإبحار الوطنية والدولية في اسطنبول وبحر مرمرة بينما يتم تنظيم سباقات اليخوت من قِبل نادي سباق البحار المفتوحة في تركيا والبحرية التركية التي تنظم سباق اليخوت في الهواء الطلق، كما أن الإبحار باليخوت الشخصية والإبحار غير التنافسي يُعتبر شائعًا في مضيق البسفور وبحر مرمرة بينما تُقام سباقات التجديف سنويًا في القرن الذهبي بين فِرق الجامعات الرائدة ومن بينهم فريق جامعة البسفور وجامعة كوتش وجامعة قادر حاج والأندية الرياضية في المدينة وهي نادي بشيكتاش وغلاطة سراي وفنربهجة، واستضاف المجال الجوي مباراة لبطولة ريد بول الجوية العالمية في عام 2006 و2007.